# Extreme Justice
Extremem Justice fu un fumetto spin-off mensile della Justice League dell'Universo DC. Rimpiazzò l'allora cancellato Justice League International (originariamente Justice League Europe) e ne uscirono 18 numeri dal 1994 al 1996.

## Panoramica
Numerosi eroi si distaccarono dalla Justice League a causa del dissoddisfazione dell'associazione che la League aveva con le Nazioni Unite. Questi personaggi formarono una loro Justice League, con base in Mount Thunder in Colorado. Il gruppo fu guidato da Capitan Atomo e consisteva di Maxima, Blue Beetle, Booster Gold e Amazing-Man. Furono più tardi raggiunti da Firestorm (Ronald Raymond), Plastique, e i Wonder Twins (Zan e Jayna). Carol Ferris divenne l'amministratore delle loro infrastrutture sul Mount Thunder. I personaggi non si riferirono mai a sé stessi come alla "Extreme Justice" nella serie; tuttavia, furono chiamati con questo nome in un numero di Justice League of America.
Sebbene ad un certo punto ci furono tre gruppi Justice League in azione (la Extreme Justice, la Justice League America e la Justice League Task Force), c'era pochissima unità tra i vari gruppi ed un alto senso di rivalità tra i vari leader, Wonder Woman, Capitan Atomo e Martian Manhunter, facendo a gara a chi avrebbe avuto più successo nel fare prevalere la giustizia.
Da notare, che Capitan Atomo guidò il gruppo in un'invasione in Bialya ancora una volta. Questo fu quando la governatrice corrente, Queen Beatriz, stava riformando gli Estremisti. Molti dei membri della Extreme Justice, avendo perso degli amici nel gruppo in precedenza, non tolleravano l'esistenza di queste entità. Invasero il paese e distrussero quelli che pensavano fossero dei robot,  che di fatto erano cyborg, composti in parte dai soggetti di Queen Beatriz. Avevano accettato volontariamente, un'intera armata, ma Capitan Atomo distrusse tutti gli edifici e minacciò di peggio se Queen Beatriz avesse continuato. Questo particolare incidente fu l'ultima goccia e tutte le versioni della Justice League furono sciolte.
Nell'estate del 1996, tutte e tre le serie Justice League furono cancellate e presto rimpiazzate da un mensile di Justice League of America.

## Il nome del gruppo
In Extreme Justice n. 0, Blue Beetle si riferisce specificatamente al gruppo come "Justice League ".